# André Frénaud
André Frénaud (Montceau-les-Mines, 26 de julio de 1907–París, 21 de junio de 1993) fue un poeta y escritor francés. 

## Biografía
Al inicio de la Segunda Guerra Mundial fue deportado a Alemania, pero consiguió huir y se unió a la Resistencia. En 1943 publicó su primer libro de poemas, Los reyes magos (Les rois-mages), con prólogo de Louis Aragon. A este le siguieron: Las bodas negras (La noce noire, 1946), Enorme figura de la diosa Razón (Enorme figure de la déesse Raison, 1949), Los campesinos (Les paysans, 1951) y No hay paraíso (Il n'y a pas de paradis, 1962). Su obra se enmarca en la corriente existencialista, en la que expresa una actitud rebelde y angustiada donde la única dignidad se encuentra en el rechazo. En su lenguaje se encuentran contradicciones y bruscos cambios de tono, con un léxico preciso de tono coloquial.
En 1973 ganó el Gran Premio de poesía de la Academia Francesa.